# Gregorio Pardo
Gregorio Pardo. (Burgos, ? - h. 1557). Escultor y delicado tallista español, probablemente hijo del escultor Felipe Vigarny. Estaba casado con una hija del arquitecto Alonso de Covarrubias. Se le supone aprendiz en Italia dado los resultados de una obra de gran belleza toscana.

## Obra escultórica

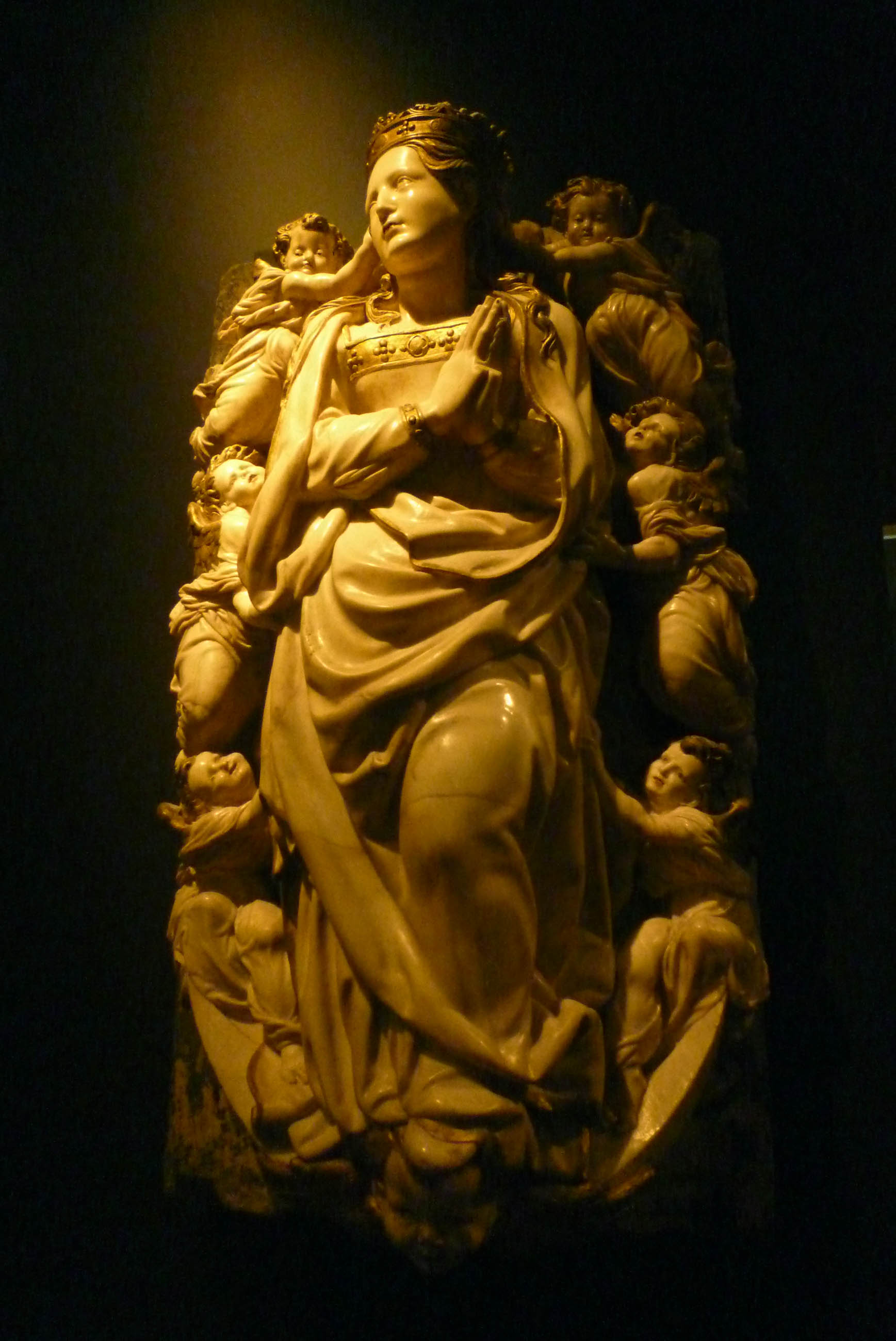
Nuestra Señora de la Asunción, escultura de Gregorio Pardo procedente del desaparecido Convento de Santo Domingo el Real de Madrid. Actualmente en el Museo Arqueológico Nacional de Madrid.

Realizó trabajos en los retablos de la parroquia de San Nicolás de Bari y la iglesia del Convento de La Merced, ambas en Burgos. 
Pero lo principal de su obra está en la catedral de Toledo. Dejó su arte en los magníficos armarios de la antesala capitular, donde demostró su gran conocimiento de la decoración helenística. Con la misma calidad y sabiduría esculpió en piedra las estatuas y columnas de la portada de la capilla de la Torre y los dos medallones sobre la puerta interior del crucero (puerta de los Leones). El de la Coronación de la Virgen es excepcional. En esta misma catedral trabajó al lado de Vigarny en las tallas del coro donde hizo en 1543 la silla arzobispal y el relieve de la Imposición de la casulla a San Ildefonso.